# Legend Of Mana
Legend Of Mana is een computerspel dat werd ontwikkeld door Square. Het spel kwam in 1999 uit voor het platform Sony PlayStation en in 2011 voor de PlayStation Network. 